# Otto Seydl
Otto Seydl (5. května 1884, Merklín – 15. února 1959, Praha) byl český astronom, ředitel Státní hvězdárny v letech 1939–1948. Věnoval se výzkumu hvězd a zajímal se také o historii astronomie.

## Studia
Narodil se v Merklíně jižně od Plzně do rodiny stavebního inženýra Emanuela Seydla, kterému tehdy bylo 70 let. Po maturitě na plzeňské reálce odešel studovat na českou techniku do Prahy (tehdy se nazývala Česká škola technická). Záhy však přešel na filozofickou fakultu české univerzity, která až do let 1919–1920 zahrnovala také přírodní vědy.
V popředí Seydlova zájmu stála astronomie. Na fakultě navštěvoval přednášky Gustava Grusse a Františka Nušla, praktikoval v univerzitním astronomickém ústavu. V roce 1924 vykonal zkoušku a obhájil práci Rozdělení stálic velikosti 6.5 a jasnějších katalogu Revised Harvard Photometry v soustavě souřadnic galaktických.

## Osobní život
Kromě astronomie se Otto Seydl věnoval hudbě (hrál na housle, ale i na bicí). Zejména v mládí psal i krátké povídky: několik jich vyšlo v časopisu Květech a pod pseudonymem Karel Augustin psal fejetony do Jihočeských listů.
Se svou ženou Karolínou Seydlovou měl dceru Olgu (*1913) a syna Otta (*1921).

## Činnost
Stelární statistikou se zabýval i v dalších letech. Po dokončení studií však nejdříve učil dvanáct let na obchodní akademii v Českých Budějovicích. Pokoušel se získat místo na hvězdárně ve Staré Ďale (dnes Slovenská ústřední hvězdárna Hurbanovo), která po první světové válce připadla Československu a měla nedostatek odborných pracovníků.

### Státní hvězdárna
Teprve na žádost Františka Nušla, tehdejšího ředitele Státní hvězdárny, přeřadilo ministerstvo školství a národní osvěty Seydla od února roku 1921 na tuto pražskou hvězdárnu. Seydl se v Praze podílel na meteorologických pozorováních a obstarával pravidelnou časovou službu, kdy se výstřelem z děla oznamovalo poledne podle pražského času.
Prováděl rovněž magnetická měření (určování intenzity magnetického pole Země), a to až do roku 1927, kdy vybudování železných konstrukcí v depozitářích univerzitní a technické knihovny v Klementinu znemožnilo měřit toto pole s požadovanou přesností. Pokračoval ve stelární statistice: vydal dva atlasy v galaktických souřadnicích (které propagoval) a katalog The spectral distribution of stars magnitude 7,0 and brighter in the Henry Draper Catalogue, který vyšel nákladem hvězdárny v roce 1929.
Od rok 1930 začal uspořádávat archiv hvězdárny, čemuž věnoval i celý zbytek profesionálního života. Pro širší odbornou veřejnost tak například objevil českého hvězdáře Antonína Strnada: díky jeho vyhledávání archivních materiálů vděčíme Otto Seydlovi za rozšíření unikátní klementinské řady meteorologických pozorování do minulosti. Sám prováděl tato pozorování v době nacistické okupace a vyklízení hvězdárny, kdy si dokázal vymínit povolení ke své práci.
Věnoval se i propagaci astronomie: v letech 1926–1934 byl redaktorem tehdy nejvýznamnějšího populárního astronomického časopisu Říše Hvězd.
Rok po Nušlově odchodu do výslužby byl počátkem března 1939 Seydl oficiálně potvrzen jako zatímní správce Státní hvězdárny, ačkoli tuto činnost fakticky vykonával již předtím. V omezených podmínkách, kdy nacisté převzali správu nad observatoří v Ondřejově, dokázal udržet provoz hvězdárny.
V roce 1948 byl nuceně penzionován a byl mu zakázán přístup na hvězdárnu v Klementinu i v Ondřejově.

## Ocenění
Za svou odbornou činnost byl Seydl v roce 1937 zvolen mimořádným členem Královské české společnosti nauk. Rovněž byl členem několika zahraničních společností pro astronomii a dějiny vědy.
- Byla po něm také pojmenována planetka (35239) Ottoseydl, kterou objevili 25. 9. 1995 Miloš Tichý a Z. Moravec v hvězdárně na Kleti.[4]